# Чистополье (Курганская область)
Чистополье — деревня в Шадринском районе Курганской области. Входит в состав Батуринского сельсовета.

## История
До 1917 года в составе Батуринской волости Шадринского уезда Пермской губернии. По данным на 1926 год село Боровое состояло из 183 хозяйств. В административном отношении являлось центром Боровского сельсовета Батуринского района Шадринского округа Уральской области.
В 1964 году Указом Президиума ВС РСФСР деревня Боровое переименована Чистополье.

## Население
| 2002 | 2010 |
| ---- | ---- |
| 20   | ↘5   |

По данным переписи 1926 года в селе проживало 779 человек (377 мужчин и 402 женщины), в том числе: русские составляли 100 % населения.

### Национальный состав
Согласно результатам Всероссийской переписи населения 2002 года, в национальной структуре населения русские составляли 80 %.